# Giuliano Amato
Giuliano Amato (Torino, 13. svibnja 1938.), 
talijanski je političar. Bio je član Socijalističke stranke Italije a kasnije član Demokratske stranke. Bio je premijer Italije u dva navrata; prvi put od 1992. do 1993. a zatim od 2000. do 2001. Osim toga bio je i ministrar vanjskih poslova u dva mandata; prvo 1992., a zatim od 1992. do 2000. Obnašao je još neke dužnosti u talijanskoj vladi. 
Amato je rođen u Torinu a odrasta u Toscani. Trenutno je zastupnik grada Grosseto u Toscani. Oženjen je s Dianom Amatom, profesoricom obiteljskog prava Sveučilišta u Rimu. 

## Vanjske poveznice
- Sztanice Giuliana Amata (engl. i tal.)
- Giuliano Amato na Project Syndicate op/eds